# Клемантаны
Клеманта́ны, реже каламанта́ны, также клеманта́н (индон. и малайск. Suku Klemantan) — обобщающее название части даякских народов, проживающих в западной и северо-западной части острова Калимантан на территории Индонезии и Малайзии.
Единой общепринятой точки зрения относительно состава данной этнической общности не существует. Чаще всего клемантаны отождествляются с даяками суши: при таком понимании их численность на начало XXI века составляет около 630 тысяч человек.
Родным для клемантанских народностей является ряд близкородственных австронезийских языков, относящихся к малайско-полинезийской подсемье. Относительное большинство — христиане, значительно количество мусульман, широкое распространение сохраняют традиционные местные верования.

## Происхождение и толкование названия
Понятие «клемантаны» введено в начале XX века британскими учёными — антропологом А. Хэддоном и этнографом и биологом Чарльзом Хоузом. На основании исследований, проведенных на Калимантане — на территориях, относившихся как к управлявшемуся британскими белыми раджами Сараваку, так и к Нидерландской Ост-Индии — они предложили его в качестве обобщающего названия для группы близких по хозяйственному и этнокультурному укладу даякских народностей этого региона: мурутов, калабитов, бидаю, себопов, бараванов, меланау и ряда других. Термин никак не соотносился с самоназваниями этих народностей: слово «клемантан», выбранное англичанами, представляло собой один из вариантов произношения названия острова Калимантан среди малайского населения.
Примечательно, что за основу подобной классификации были приняты не лингвистические, а социально-экономические критерии: к клемантанам были отнесены слаборазвитые даякские народности, основным занятием которых являлось сельское хозяйство. Таким образом акцентировалось отличие этой этногруппы от ибанов, также известных как «даяки моря», основу экономической деятельности которых составляют морское рыболовство и торговля.
Отсутствие четких лингвистических критериев обусловило достаточно зыбкие рамки группы. В результате единого общепринятого понимания её состава так и не сложилось, и в современной этнографии термин «клемантаны» активно не используется. В настоящее время клемантанов как правило отождествляют с «даяками суши», также известными как бидаю, при том, что А. Хаддон и Ч. Хоуз рассматривали последних лишь как одну из клемантанских народностей, пусть и наиболее крупную. Дополнительую сложность создают различия в определении уже самих даяков суши: многие исследователи причисляют к ним не только собственно бидаю, но и ряд родственных им более мелких племен.

## Расселение, численность, жизненный уклад
Клемантанские народности проживают в южной и юго-западной частях малайзийского штата Саравак и на большей части территории индонезийской провинции Западный Калимантан, главным образом во внутренних районах, хотя за последние десятилетия ареал их расселения заметно расширился. C учетом не вполне четких рамок этногруппы сколь-либо точное определение её численности является проблематичным. В начале XX века А. Хаддон и Ч. Хоуз предположительно говорили о полутора миллионах клемантанов. Оценки по состоянию на конец XX века различны, однако в любом случае речь идет о меньшем количестве. Исследователи, отождествляющие клемантанов с даяками суши в широкой трактовке, насчитывают порядка 630 тысяч представителей этногруппы, 480 тысяч из которых проживает на индонезийской территории и 150 тысяч — на малайзийской. Причисление к группе народностей, не относящихся к даякам суши, но изначально рассматривавшихся А. Хаддоном и Ч. Хоузом как клемантанские, увеличивает эту цифру не слишком значительно — на 15—25 тысяч человек — поскольку в настоящее время указанные народности являются достаточно малочисленными.
Традиционно основным занятием клемантанов (при любой трактовке этого понятия) является сельское хозяйство — преимущественно, земледелие подсечно-огневого типа. Некоторое распространение исторически имели речное рыболовство, различные ремесла. Вместе с тем, постепенная интеграция этой этогруппы, как и других даяков, в современные социально-экономические процессы существенно расширила рамки их хозяйственной деятельности. К началу XXI века довольно значительная часть клемантанов проживала в городах, в частности, в Кучинге — административном центре Саравака.
В сельской местности клемантаны проживают в основном в достаточно крупных поселениях. Традиционное жилище — большой общинный дом амбарного типа, вмещающий несколько десятков обитателей. Традиционная одежда — набедренные повязки, однако уже в XIX веке многие клемантаны начали перенимать элементы костюма, свойственного более развитым в социально-экономическом плане народам Индонезии и Малайзии, в частности, саронги и длиннополые рубахи. Основные продукты питания — рис, батат, тапиока, бананы. Практикуется изготовление алкогольного напитка из рисового сырья — туака.
Исторически широкое распространение имел обряд воздушного погребения: умерших хоронили либо на деревьях, либо на специально сооруженных сваях. Для похорон представителей племенной знати иногда сооружались многометровые вышки достаточно сложной конструкции, увенчанные богато декорированными усыпальницами. В XIX—XX веках, по мере обращения в христианство и ислам, большая часть клемантанов отошла от данного обычая.

## Языки, религия
Родным для клемантанских народностей является ряд австронезийских языков, относящихся к малайско-даякской группе западнозондской языковой зоны. Издание «Этнолог», не использующее понятия «клемантаны», выделяет в рамках малайско-полинезийской семьи группу из 13 языков даяков суши, которую, в свою очередь, делит на 3 подгруппы. Примечательно, что степень родства этих языков относительно невелика — в отдельных случаях лексическая общность составляет менее 50 % — в связи с чем в качестве языка межплеменного общения нередко используются малайский и индонезийский языки. Кроме того, среди клемантанов, проживающих на малайзийской территории постепенно распространяется английский язык.
Исторически клемантаны исповедуют различные формы анимизма. Однако активная деятельность западных миссионеров среди этих народностей во второй половине XIX века — первых десятилетиях XX века привела к обращению большей их части в христианство — преимущественно в католицизм, в меньшей степени в протестантизм. Так, среди крупнейшей народности — бидаю — к христианам себя причисляет более 80 % верующих. Ислам, несмотря на абсолютное доминирование этой религии и в Малайзии, и в Индонезии, распространён не столь широко — его исповедует порядка 15—20 % клемантанов. Доля лиц, считающих себя анимистами, невелика, однако как среди христиан, так и среди мусульман сохраняются заметные пережитки традиционных местных верований.